# Brezová pod Bradlom
Brezová pod Bradlom (jusqu'en 1927 Brezová, allemand : Birkenhain, hongrois : Berezó) est une ville slovaque de la région de Trenčín.

## Histoire
La première mention écrite du village date de 1262.

## Démographie

### Évolution de la population
| Année:               | 1994. | 2004.   | 2014.   | 2024.   |
| -------------------- | ----- | ------- | ------- | ------- |
| Nombre de personnes: | 5693  | 5452    | 4996    | 4543    |
| Différence:          |       | -4,23 % | -8,36 % | -9,06 % |

| Année:               | 2023. | 2024.   |
| -------------------- | ----- | ------- |
| Nombre de personnes: | 4607  | 4543    |
| Différence:          |       | -1,38 % |

## Personnalités
- Štefan Osuský (1989-1973), homme politique et diplomate slovaque.